# R68
R68 — тип электровагонов метрополитена, разработанный и выпускавшийся компанией Westinghouse-Amrail Company (Francorail) с 1986 по 1989 год и эксплуатируемый в Нью-Йоркском метрополитене. Поезда выпускались во Франции и поставлялись через Нью-Йоркскую бухту.
Первый состав вышел на линию 20 июня 1986 года. Он был построен по контракту типа R. В состав входят вагоны длиной 22860 мм.
Составы не эксплуатируются на маршрутах J/Z, L, M, поскольку там используются крутые повороты. Цена вагонов 2500—2924 составляет около 1000000 долларов.

## Интересные факты
- 15 октября 1982 года транспортное управление объявило о поступлении 225 составов производства Westinghouse-Amrail[14][15]. Всемирную известность поезда этого типа получили после выхода на экраны фильма «Не прислоняться» во время съёмки на станции «14-я улица — Юнион-сквер»[16][17][18].

## В игровой и сувенирной индустрии
- Метропоезда R62/62A и R68/68A присутствуют в играх GTA 3 и GTA: Liberty City Stories[19].